# Камакавивооле, Израэль
Израэль Каанои Камакавивооле (гав. Israel Kaʻanoʻi Kamakawiwoʻole, 20 мая 1959 — 26 июня 1997), также называемый Bruddah Iz, или просто IZ — гавайский музыкант, певец, автор песен и активист гавайского суверенитета.
Он добился коммерческого успеха за пределами Гавайев, когда в 1993 году был выпущен его альбом «Facing Future». Его попурри «Somewhere Over the Rainbow/What a Wonderful World» было выпущено на его альбомах «Ka' Ano' I» и «Facing Future», а впоследствии было показано в нескольких фильмах, телевизионных программах и телевизионных рекламных роликах.
Наряду с его игрой на гавайской гитаре и включением других жанров, таких как кантри, джаз и регги, Камакавивооле остаётся влиятельным в гавайской музыке, и многие считают его лучшим гавайским музыкантом всех времен. В 2010 году NPR назвала его «Голосом Гавайев».

## Ранняя жизнь
Камакавивооле родился в медицинском центре Куакини в Гонолулу в семье Генри «Хэнка» Калейлохи Нанивы Камакавивооле-младшего и Эванджелины «Энджи» Лейнани Камакавивооле. Его родители оба работали в популярном ночном клубе Вайкики: его мать была менеджером, отец — вышибалой; его отец также был водителем санитарного грузовика на верфи ВМС США в Перл-Харборе. Известный гавайский музыкант Мо Кил был его дядей и оказал на Израэля большое музыкальное влияние. Камакавивооле вырос в общине Каймуки, где его родители познакомились и поженились.
Он начал заниматься музыкой со своим старшим братом Генри Калейлоха Нанива Камакавивооле III («Скиппи») и двоюродным братом Алленом Торнтоном в возрасте 11 лет, слушая музыку гавайских артистов того времени, таких как Питер Мун, Палани Вон и Дон Хо, которые часто посещали заведение, где работали родители Камакавивооле. Гавайский музыкант Дель Бизли рассказал о том, как он впервые услышал выступление Камакавивооле, когда, играя на выпускном вечере,  он заставил весь зал замолчать, слушая, как он поёт. Он остался на Гавайях, когда его брат Скиппи поступил в армию в 1971 году, а его двоюродный брат Аллен переехал на материк в 1976 году.
В раннем подростковом возрасте он учился в Upward Bound (UB) Гавайского университета в Хило, и его семья переехала в Макаху. Там он познакомился с Луисом Кауакахи, Сэмом Греем и Джеромом Коко. Вместе со Скиппи они образовали «Makaha Sons of Niʻihau». Являясь частью гавайского Возрождения, смесь современных и традиционных стилей группы приобрела популярность, когда они гастролировали по Гавайям и материковой части Соединенных Штатов, выпустив пятнадцать успешных альбомов. Целью Камакавивооле было создавать музыку, которая оставалась бы верной типичному звучанию традиционной гавайской музыки. Его двоюродный брат, Билл Кил, тоже музыкант.

## Музыкальная карьера
«Makaha Sons of Ni' Ihau» записали «No Kristo» в 1976 году и выпустили ещё несколько альбомов, в том числе «Ho' Oluana, Kahea O Keale», «Keala, Makaha Sons of Ni' Ihau» и «Mahalo Ke Akua».
Группа стала самой популярной современной традиционной группой Гавайев с прорывными альбомами 1984 года «Puana Hou Me Ke Aloha» и её продолжением, «Hoʻola» 1986 года. Последним альбомом Камакавивооле, записанным с группой, был альбом «Ho' Oluana» 1991 года. Он остаётся самым продаваемым диском группы. В 1982 году Скиппи умер в возрасте 28 лет от сердечного приступа, связанного с ожирением. Позже в том же году Камакавивооле женился на своей возлюбленной детства Марлен. Вскоре после этого у них родилась дочь, которую они назвали Сесли-Энн «Вехи» Камакавивооле (родилась в 1983 году).
В 1990 году Камакавивооле выпустил свой первый сольный альбом «Ka' Ano' I», который получил награды Гавайской академии звукозаписывающих искусств (HARA) в номинации «Современный альбом года» и «Вокалист года». «Facing Future» был выпущен в 1993 году компанией «Mountain Apple Company». В нём была представлена версия его самой популярной песни, попурри «Somewhere Over the Rainbow/What a Wonderful World» (указано как «Over the Rainbow/What a Wonderful World»), а также «Hawaiʻi 78», «White Sandy Beach of Hawaiʻi», «Maui Hawaiian Sup’pa Man», и «Kaulana Kawaihae». Решение включить кавер-версию «Somewhere Over the Rainbow», как говорили, было принято в последнюю минуту его продюсером Джоном де Мелло и Камакавивооле. Альбом «Facing Future» дебютировал на 25-м месте в чарте Top Pop каталога журнала Billboard. 26 октября 2005 года «Facing Future» стал первым гавайским сертифицированным платиновым альбомом, проданным в количестве более миллиона компакт-дисков в Соединенных Штатах, по данным Американской ассоциации звукозаписывающей индустрии. 21 июля 2006 года BBC Radio 1 объявила, что песня «Somewhere Over the Rainbow/What a Wonderful World (True Dreams)» будет выпущена в качестве сингла в Америке.
В 1994 году Камакавивооле был признан Гавайской академией звукозаписывающих искусств (HARA) лучшим артистом года. «E Ala E» (1995) включал политическую заглавную песню «E Ala’E» и «Kaleohano», а «N Dis Life» (1996) включал «In This Life» и «Starting All Over Again».
В 1997 году Камакавивооле снова был удостоен награды HARA на ежегодной премии «Nā Hōkū Hanohano» в номинации «Лучший вокалист года», «Любимый артист года», «Альбом года» и «Современный альбом года». Он наблюдал за церемонией награждения из больничной палаты.
«Alone in Iz World» (2001) дебютировал на № 1 в мировом чарте Billboard и № 135 в Топ-200 Billboard, № 13 в чарте лучших независимых альбомов и № 15 в чартах лучших интернет-продаж альбомов.
Альбом Камакавивооле «Facing Future» стал самым продаваемым гавайским альбомом всех времен.

## Поддержка прав гавайцев
Камакавивооле был известен тем, что пропагандировал права гавайцев и независимость Гавайев, как в своих текстах, в которых часто прямо излагались аргументы в пользу независимости, так и в своих собственных действиях. Например, лирика в его песне «Hawaiʻi '78»: «Жизнь этой земли — это жизнь людей / и заботиться о земле (маламайна) — значит заботиться о гавайской культуре» — это утверждение, которое многие считают обобщением его гавайских идеалов. Государственный девиз Гавайев является повторяющейся строкой в песне и отражает смысл его послания: «Ua Mau ke Ea o ka' Aina i ka Pono» (провозглашен королем Камеамеа III, когда Гавайи восстановили суверенитет в 1843 году. Это можно примерно перевести как: «Жизнь земли увековечена в праведности»).
Камакавивооле использовал свою музыку для пропаганды своей веры в то, что туристическая индустрия навязала соотечественникам статус второго сорта.

## Более поздняя жизнь
В 1990-х годах Камакавивооле стал рождённым свыше христианином. В 1996 году он был крещён в христианском центре «Слово жизни» в Гонолулу и публично рассказал о своих убеждениях на церемонии вручения премии «Na Hoku Hanohano». Он также записал песню «Ke Alo O Iesu» (в переводе с гавайского: Присутствие Иисуса).

## Смерть
Камакавивооле страдал ожирением на протяжении всей своей жизни, в какой-то момент весил 344 кг при росте 1,88 м, что соответствует индексу массы тела 97,2. Он перенёс несколько госпитализаций из-за своего веса. Из-за хронических проблем со здоровьем, включая проблемы с дыханием и сердцем, он умер в возрасте 38 лет в медицинском центре Королевы в 12:18 утра 26 июня 1997 года от дыхательной недостаточности.
10 июля 1997 года гавайский флаг развевался на половине штата на похоронах Камакавивооле. Его гроб из дерева коа находился в здании капитолия штата в Гонолулу, что сделало его третьим человеком (и единственным неправительственным должностным лицом), удостоенным такой чести. На его похоронах присутствовало около 10 000 человек. Тысячи поклонников собрались, когда его прах был развеян над Тихим океаном на пляже Макуа 12 июля 1997 года. По словам очевидцев, в тот день многие люди почтили его память, сигналя своими автомобилями и грузовиками на всех гавайских шоссе. Сцены похорон и развеивания праха Камакавивооле были показаны в официальных музыкальных клипах «Over the Rainbow», выпущенных посмертно компанией «Mountain Apple». По состоянию на февраль 2022 года два видео, размещённых на YouTube, в совокупности получили более 1,3 миллиарда просмотров.
20 сентября 2003 года сотни людей отдали дань уважения Камакавивооле, когда его бронзовый бюст был открыт в общинном центре района Вайанае на Оаху. На церемонии посвящения присутствовали его вдова Марлен Камакавивооле и скульптор Ян-Мишель Сойер.

## Наследие
6 декабря 2010 года NPR назвал Камакавивооле «Голосом Гавайев» в своей серии «50 великих голосов».
24 марта 2011 года Камакавивооле был удостоен немецкой национальной музыкальной премии «Echo». Музыкальные менеджеры Вольфганг Босс и Джон де Мелло приняли трофей вместо него.
В короткометражном фильме Pixar 2014 года «Лава» главными героями являются два вулкана. Кавер-версия песни Камакавивооле «Somewhere Over the Rainbow» и его музыкальный стиль частично вдохновили Джеймса Форда Мерфи на создание короткометражного фильма.
20 мая 2020 года Google Doodle опубликовал страницу в честь 61-летия Камакавивооле. В нем содержалась информация о его жизни, музыкальной карьере и влиянии на Гавайи. В комплекте было двухминутное мультипликационное видео с обложкой Камакавивооле «Somewhere Over the Rainbow», играющей в качестве фона, и изображения Гавайев. В разделе страницы, объясняющем вдохновение для каракулей, говорится, что «Каракули полны мест на Гавайях, которые имели особое значение для Израэля: восход солнца в Даймонд-Хед, пляж Макаха, вид на Палехуа, текущая лава и вулканический ландшафт Большого острова, пляж с чёрным песком в Калапане и побережье Вайанае».